# Brug 1562
Brug 1562 is een vaste brug in Amsterdam Nieuw-West. De brug geeft voor voetgangers en fietsers toegang door het noordelijk deel van het Sloterpark vanaf de President Allendelaan. Ze maakt deel uit van het wandel- en trimparcours Rondje Sloterplas.
De huidige brug had een zeer eenvoudige voorganger, een houten brug uit de periode rond 1970, toen men via deze brug nog het Strandbad Sloterplas kon bereiken. Het eerste overdekte Sloterparkbad (als gebouw) met het openluchtbad was in wezen een uitbreiding van de faciliteiten van het strandbad en werd geopend in 1973. De brug was in die tijd niet bedoeld als ingang voor het publiek maar als nooduitgang en afgesloten en ontoegankelijk gemaakt met een hekwerk.
De situatie ter plaatse is in de loop der jaren gewijzigd. De grootste wijziging (gegevens 2018) was de verplaatsing van het Sloterparkbad zuidwaarts. Daartoe werd er druk gebouwd en gegraven. Het zwembad uit 2001 werd vanaf de President Allendelaan gescheiden door wat later de Sloterparkbadsingel ging heten. Over die singel werd daarom samen met het zwembad brug 1561 gebouwd. Later wilde de gemeente (nog) meer scheiding in snel en langzaam verkeer en kwam deze brug, zodat recreanten en trimmers sneller het park in zouden lopen/fietsen en niet meer langs de vrij drukke President Allendelaan hoefden te gaan. Om doorvoer in het park te krijgen, kreeg de Sloterparkbadsingel tegelijkertijd ook brug 1563.
De uiterlijke kenmerken van bruggen 1562 en 1563 lijken op die van de bruggen die door de Dienst der Publieke Werken in Amsterdam in de jaren zestig en zeventig zijn ontworpen voor de Cornelis Lelylaan en omgeving. De opbouw bestaat uit een witte betonnen overspanning met daarop blauwe leuningen in een strakke vormgeving.    